# Analogía electromecánica

Un diagrama de red mecánico de un resonador simple (arriba) y de una posible analogía eléctrica (abajo)

Una analogía electromecánica consiste en la representación de un sistema mecánico mediante un circuito eléctrico. Inicialmente, este tipo de analogías se usaron al revés, para tratar de explicar los fenómenos eléctricos en términos mecánicos más familiares. James Clerk Maxwell introdujo analogías de este tipo en el siglo XIX. Sin embargo, a medida que el análisis de circuitos maduraba, se descubrió que ciertos problemas mecánicos podían resolverse más fácilmente a través de una analogía eléctrica. Los desarrollos teóricos en el dominio eléctrico fueron particularmente útiles cuando la representación de una red eléctrica como un diagrama topológico abstracto (un diagrama electrónico) usando circuitos de parámetros concentrados y la capacidad del análisis de red para modelizar un circuito que se ajuste a la respuesta en frecuencia buscada.
Este enfoque es especialmente útil en el diseño de filtros mecánicos, ya que se utilizan simples dispositivos eléctricos para emular sistemas mecánicos mucho más caros y complejos. Esta técnica puede usarse para resolver problemas puramente mecánicos, y también puede extenderse a otros dominios de energía. Hoy en día, el análisis por analogía es una herramienta de diseño estándar donde se involucra más de un dominio de energía. Tiene la gran ventaja de que todo el sistema se puede representar de manera unificada y coherente. Las analogías eléctricas son particularmente utilizadas por los diseñadores de transductores, que por su naturaleza implican dos dominios de energía distintos, y en los sistema de control, cuyos sensores y actuadores normalmente serán transductores a caballo entre dos dominios energéticos. Un sistema dado representado por una analogía eléctrica posiblemente no contenga partes eléctricas en absoluto. Por esta razón, se prefiere la terminología de dominio neutral cuando se desarrollan diagramas de red para sistemas de control.
Las analogías mecánico-eléctricas se desarrollan al establecer relaciones entre variables en un dominio que tienen un comportamiento matemático idéntico a las variables en el otro dominio. No hay una manera única de lograrlo; numerosas analogías son teóricamente posibles, pero hay dos analogías que se usan ampliamente: la analogía de impedancia y la analogía de movimiento. La analogía de impedancia hace que la fuerza y el voltaje sean análogos, mientras que la analogía de movimiento hace que la fuerza y la corriente sean análogas. Por sí mismo, este supuesto no es suficiente para definir completamente la analogía, y se debe elegir una segunda variable. Una opción común es hacer que las variables conjugadas de los pares de potencia sean análogas. Estas son variables que cuando se multiplican entre sí tienen unidades de potencia. En la analogía de impedancia, por ejemplo, esto da como resultado que la fuerza y la velocidad sean análogas al voltaje y a la corriente respectivamente.
Las variaciones de estas analogías se utilizan para sistemas mecánicos rotativos, como en motores eléctricos. En la analogía de impedancia, en lugar de la fuerza, el par motor se hace análogo al voltaje. Es perfectamente posible que ambas versiones de la analogía sean necesarias, por ejemplo, en un sistema que incluya partes rotativas y con movimiento alternativo, en cuyo caso se requiere una analogía de par de fuerza dentro del dominio mecánico y una analogía de voltaje-par de fuerza en el dominio eléctrico. Se requiere otra variación para los sistemas acústicos; aquí, la presión y la tensión se hacen análogas (analogía de impedancia). En la analogía de impedancia, la relación de las variables conjugadas de potencia es siempre una cantidad análoga a la impedancia. Por ejemplo, la relación fuerza/velocidad es la impedancia mecánica. La analogía de movimiento no conserva esta relación entre impedancias a través de dominios, pero presenta una importante ventaja sobre la analogía de impedancia: se conserva la topología de las redes, por lo que un diagrama de una red mecánica tiene la misma topología que su diagrama de red eléctrica análoga.

## Aplicaciones
Las analogías electromecánicas se utilizan para modelizar el funcionamiento de un sistema mecánico mediante un sistema eléctrico equivalente, estableciendo analogías entre parámetros mecánicos y eléctricos. Un sistema mecánico en sí mismo puede estar representado, pero las analogías son de gran utilidad en los sistemas electromecánicos, donde existe una conexión entre las partes mecánicas y las eléctricas. Las analogías son especialmente útiles en el análisis de filtros mecánicos, construidos con partes mecánicas pero diseñados para funcionar en un circuito eléctrico a través de transductores. La teoría de circuitos está bien desarrollada en el dominio eléctrico en general y, en particular, existe una gran cantidad de teorías de filtro disponibles. Los sistemas mecánicos pueden hacer uso de esta teoría eléctrica en diseños mecánicos a través de una analogía mecánico-eléctrica.
Son útiles en general cuando el sistema incluye transductores entre diferentes dominios de energía. Otra área de aplicación son las partes mecánicas de los sistemas acústicos como las cápsulas magnéticas de tocadiscos y fonógrafos. Esto fue de cierta importancia en los primeros fonógrafos, en los que el audio se transmite desde la aguja de captación a la bocina a través de varios componentes mecánicos por completo sin ningún tipo de amplificación eléctrica. Los primeros fonógrafos estaban muy afectados por problemas de resonancias indeseables de las partes mecánicas. Se encontró que podían eliminarse tratando las partes mecánicas como componentes de un filtro de paso bajo, que tiene el efecto de aplanar el paso de banda.
Las analogías eléctricas de los sistemas mecánicos también se pueden usar como material didáctico, para ayudar a comprender el comportamiento de los sistemas mecánicos. En épocas anteriores, hasta aproximadamente principios del siglo XX, era más probable que se utilizara la analogía inversa, ideándose analogías mecánicas de los fenómenos eléctricos por entonces mal comprendidos.

## Formación de una analogía
Los sistemas eléctricos se describen comúnmente por medio de un diagrama electrónico, que describe la topología del sistema eléctrico utilizando una notación gráfica especializada. El diagrama de un circuito no intenta representar las verdaderas dimensiones físicas de los componentes eléctricos o su relación espacial real entre sí. Esto es posible porque los componentes eléctricos se representan como elementos ideales agrupados, es decir, el elemento se trata como si ocupara un solo punto (agrupado en ese punto). Los componentes no ideales se pueden acomodar en este modelo utilizando más de un elemento para representar el componente. Por ejemplo, una bobina electromagnética destinada a ser utilizada como inductor tiene resistencia e inductancia. Esto se puede representar en el diagrama del circuito como un resistor en serie con un inductor. Por lo tanto, el primer paso para formar una analogía de un sistema mecánico es describirlo como una red mecánica de manera similar, es decir, como un gráfico topológico de elementos ideales. Alternativas más abstractas son posibles en las representaciones del diagrama de un circuito, como por ejemplo, un grafo de unión.
En el diagrama de una red eléctrica, limitado a sistemas lineales, hay tres elementos pasivos: resistencia, inductancia y capacitancia; y dos elementos activos: el generador de voltaje y el generador de corriente. Los análogos mecánicos de estos elementos se pueden usar para construir un diagrama de red mecánico. Lo que son los análogos mecánicos de estos elementos depende de qué parámetros se elijan para ser las variables fundamentales. Existe un amplio conjunto de variables que se pueden usar, pero las más utilizadas son los pares de variables conjugadas de potencia (que se describen a continuación) y los pares de variables hamiltonianas derivadas de estas.
Hay un límite a la aplicabilidad de estos circuitos de parámetros concentrados. El modelo funciona bien si los componentes son lo suficientemente pequeños como para que el tiempo que tarda una onda en atravesarlos sea insignificante o equivalente, si no hay una diferencia significativa de fase en la onda a cada lado del componente. Lo que se considere "significativo" depende de la precisión con la que se requiera configurar el modelo, pero una regla práctica común es que los componentes sean más pequeños que una decimosexta parte de la longitud de onda. Dado que la longitud de onda disminuye con la frecuencia, esto pone un límite superior a la frecuencia que puede cubrirse con en este tipo de diseños. Este límite es mucho más bajo en el dominio mecánico que el límite equivalente en el dominio eléctrico. Esto se debe a que las velocidades de propagación son mucho más altas en el dominio eléctrico, lo que lleva a longitudes de onda más largas (las vibraciones mecánicas en el acero se propagan a aproximadamente 6000 m/s, las ondas electromagnéticas en los tipos de cables comunes se propagan a aproximadamente 2 x 108 m/s). Por ejemplo, los filtros mecánicos tradicionales solo se fabrican hasta alrededor de 600 kHz (aunque los dispositivos de los sistemas microelectromecánicos pueden operar a frecuencias mucho más altas debido a su tamaño muy pequeño). En el dominio eléctrico, por otro lado, la transición del modelo de elementos agrupados al modelo de elementos distribuidos se extiende hasta la región de los cientos de megahercios.
En algunos casos, es posible continuar utilizando un diagrama de red topológico incluso cuando están presentes componentes que necesitan un análisis de elementos distribuidos. En el dominio eléctrico, una línea de transmisión, un componente básico, se puede considerar en el modelo con la introducción de un elemento adicional de longitud eléctrica. La línea de transmisión es un caso especial porque es invariante en su longitud y por lo tanto en la geometría completa Otra forma de tratar con los elementos distribuidos es utilizar un método de los elementos finitos, donde el elemento distribuido es aproximado por un gran número de pequeños elementos agrupados. Por ejemplo, para modelizar la cóclea del oído humano se ha utilizado un modelo de este tipo. Otra condición requerida de los sistemas eléctricos para la aplicación del modelo de elementos agrupados es que no existan campos significativos fuera del componente, ya que estos pueden acoplarse a otros componentes no relacionados. Sin embargo, estos efectos a menudo se pueden modelar mediante la introducción de algunos elementos virtuales agrupados denominados corrientes "vagabundas" o "parásitas". Un análogo de esto en sistemas mecánicos es la vibración en un componente que se acopla a un componente no relacionado con el sistema.

### Variables conjugadas de potencia
Las variables conjugadas de potencia son pares de variables cuyo producto se traduce en potencia. En el dominio eléctrico, las variables conjugadas de potencia elegidas son invariablemente tensión (v) y la corriente (i). Por lo tanto, las variables conjugadas de potencia en el dominio mecánico son análogas. Sin embargo, esto no es suficiente para que la elección de variables mecánicas fundamentales sea única. La elección habitual para un sistema mecánico traslacional es escoger la fuerza (F) y la velocidad (u), pero no es la única opción. Un par diferente puede ser más apropiado para un sistema con una geometría diferente, como un sistema rotativo.
Incluso después de que se hayan elegido las variables mecánicas fundamentales, todavía no hay un conjunto único de análogías. Hay dos formas en que los dos pares de variables conjugadas de potencia pueden asociarse entre sí en la analogía. Por ejemplo, se pueden hacer las asociaciones F con v y u con i. Sin embargo, las asociaciones alternativas u con v y F con i también son posibles. Esto conduce, como ya se ha visto, a dos clases de analogías: las analogías de impedancia y las analogías de movimiento. Estas dos analogías son duales entre sí. La misma red mecánica tiene análogos en dos redes eléctricas diferentes. Estas dos redes eléctricas son los correspondientes circuitos duales.

### Variables hamiltonianas
Las variables hamiltonianas, también denominadas variables de energía, se caracterizan porque cuando se derivan respecto al tiempo, son iguales a las variables conjugadas de potencia. Se llaman así porque suelen aparecer en la mecánica hamiltoniana. En el dominio eléctrico son la carga (q) y el enlace de flujo (λ) porque,
{\displaystyle {\frac {d\lambda }{dt}}=v} (Ley de Faraday) y, {\displaystyle {\frac {dq}{dt}}=i}
En el dominio mecánico equivalente, las variables hamiltonianas son la distancia de desplazamiento (x) y cantidad de movimiento (p) porque
{\displaystyle {\frac {dp}{dt}}=F} (Segunda Ley de Newton) y, {\displaystyle {\frac {dx}{dt}}=u}
Existe una relación correspondiente para otras analogías y conjuntos de variables. Las variables hamiltonianas también se denominan variables de energía. La integración de una variable conjugada de potencia con respecto a una variable hamiltoniana es una medida de energía. Por ejemplo,
{\displaystyle \int Fdx} y {\displaystyle \int udp}
son expresiones de energía en ambos casos. También pueden llamarse "impulso generalizado" y "desplazamiento generalizado" en relación con sus análogos en el dominio mecánico. Algunos autores renuncian a esta terminología porque no pertenece a un dominio neutral. Del mismo modo, también se desaconseja el uso de los términos "tipo I" y "tipo V" (en referencia a la corriente y al voltaje).

## Clases de analogía
Hay dos clases principales de analogía en uso. La analogía de impedancia (también llamada analogía de Maxwell) preserva la equivalencia entre la impedancia mecánica, acústica y eléctrica, pero no preserva la topología de las redes. La red mecánica está dispuesta de manera diferente a su red eléctrica análoga. La analogía de movimiento (también llamada analogía de Firestone) preserva las topologías de red a costa de perder la analogía entre impedancias en los dominios de energía. También existe la analogía "a través y a lo largo", denominada analogía de Trent. La analogía entre el dominio eléctrico y el mecánico es la misma que en la analogía de movilidad. Sin embargo, la analogía entre los dominios eléctrico y acústico es similar a la analogía de impedancia. Las analogías entre el dominio mecánico y el acústico en la analogía transversal y longitudinal tienen una relación dual con la analogía de impedancia y con la analogía de movimiento.
Se eligen diferentes variables fundamentales para la traducción de los sistemas mecánicos y los sistemas de rotación, que conducen a dos variantes para cada una de las analogías. Por ejemplo, la distancia lineal es la variable de desplazamiento en un sistema de traslación, pero esto no es tan apropiado para sistemas rotativos, donde se utiliza el ángulo en su lugar. Las analogías acústicas también se han incluido en las descripciones como una tercera variante. Si bien la energía acústica es, en última instancia, de naturaleza mecánica, se trata en la literatura como un ejemplo de un dominio de energía diferente, el dominio de los fluidos, y tiene diferentes variables fundamentales. Se requieren analogías entre los tres dominios (eléctrico, mecánico y acústico) para representar completamente los sistemas de audio electromecánicos.

### Analogías de impedancia
Las analogías de impedancia, también llamadas analogías de Maxwell, clasifican las dos variables que forman el par de conjugado de potencia como una variable de "esfuerzo" y una variable de "flujo". La variable de esfuerzo en un dominio de energía es la variable análoga a la fuerza en el dominio mecánico. La variable de flujo en un dominio de energía es la variable análoga a la velocidad en el dominio mecánico. Se eligen variables conjugadas de potencia en el dominio analógico que tienen cierta semejanza con la fuerza y la velocidad.
En el dominio eléctrico, la variable de esfuerzo es el voltaje y la variable de flujo es la corriente eléctrica. La relación entre el voltaje y la corriente es la resistencia eléctrica (Ley de Ohm). La relación de la variable de esfuerzo a la variable de flujo en otros dominios también se describe como resistencia. Los voltajes y corrientes oscilantes dan lugar al concepto de impedancia cuando hay una diferencia de fase entre ellos. La impedancia puede considerarse como una extensión del concepto de resistencia. La resistencia está asociada con la disipación de energía. Abarca el almacenamiento de energía, así como la disipación de energía. La analogía de impedancia da lugar al concepto de impedancia en otros dominios de energía (pero medido en diferentes unidades).

#### Analogía de impedancia de la mecánica traslacional
| Tipo                      | Tipo                   | Variables mecánicas | Variables eléctricas análogas |
| ------------------------- | ---------------------- | ------------------- | ----------------------------- |
| Par conjugado de potencia | Esfuerzo variable      | Force               | Voltaje                       |
| Par conjugado de potencia | Flow variable          | Velocity            | Corriente                     |
| Variables hamiltonianas   | Esfuerzo hamiltonianoo | Momento             | Enlace de flujo               |
| Variables hamiltonianas   | Flujo hamiltoniano     | Desplazamiento      | Carga                         |

La analogía de impedancia traslacional describe los sistemas mecánicos que se mueven en una dimensión lineal única y da lugar a la idea de impedancia mecánica. La unidad de impedancia mecánica es el ohmio mecánico; en unidades SI es N·s/m, o kg/s.
| Propiedad mecánica  | Propiedad eléctrica análoga |
| ------------------- | --------------------------- |
| Amortiguación       | Resistencia                 |
| Masa                | Inductancia                 |
| Conformidad         | Capacitancia                |
| Impedancia mecánica | Impedancia eléctrica        |

#### Analogía de impedancia de la mecánica rotacional
| Tipo                      | Tipo                  | Variables mecánicas | Variables eléctricas análogas |
| ------------------------- | --------------------- | ------------------- | ----------------------------- |
| Par conjugado de potencia | Esfuerzo variable     | Par motor           | Voltaje                       |
| Par conjugado de potencia | Flow variable         | Velocidad angular   | Corriente                     |
| Variables hamiltonianas   | Esfuerzo hamiltoniano | Momento angular     | Enlace de flujo               |
| Variables hamiltonianas   | Flujo hamiltoniano    | Ángulo              | Carga                         |

La analogía de impedancia rotacional describe sistemas mecánicos rotativos y da lugar a la idea de impedancia rotacional. La unidad de impedancia rotacional en el sistema internacional (SI) es N·m·s/rad.
| Propiedad mecánica      | Propiedad eléctrica análoga |
| ----------------------- | --------------------------- |
| Resistencia rotacional  | Resistencia                 |
| Momento de inercia      | Inductancia                 |
| Conformación rotacional | Capacitancia                |
| Impedancia mecánica     | Impedancia eléctrica        |

#### Analogía de impedancia de la acústica
| Tipo                      | Tipo                  | Variables acústicas | Variables eléctricas análogas |
| ------------------------- | --------------------- | ------------------- | ----------------------------- |
| Par conjugado de potencia | Esfuerzo variable     | Presión             | Voltaje                       |
| Par conjugado de potencia | Flow variable         | Flujo volumétrico   | Corriente                     |
| Variables hamiltonianas   | Esfuerzo hamiltoniano | Momento de presión  | Enlace de flujo               |
| Variables hamiltonianas   | Flujo hamiltoniano    | Volumen             | Carga                         |

La analogía de la impedancia acústica da lugar a la idea de impedancia acústica. La unidad de impedancia acústica es el ohmio acústico; en unidades del SI adapta la forma de N·s/m5.
| Propiedad acústica  | Propiedad eléctrica análoga |
| ------------------- | --------------------------- |
| Impedancia acústica | Resistencia                 |
| Masa acústica       | Inductancia                 |
| Acoustic compliance | Capacitancia                |
| Acoustic impedance  | Impedancia eléctrica        |

### Analogías de movimiento
Las analogías de movimiento, también denominadas analogías de Firestone, son los duales eléctricos de las analogías de impedancia. Es decir, la variable de esfuerzo en el dominio mecánico es análoga a la corriente (la variable de flujo) en el dominio eléctrico, y la variable de flujo en el dominio mecánico es análoga al voltaje (la variable de fuerza) en el dominio eléctrico. La red eléctrica que representa el sistema mecánico es la impedancia dual de la analogía de impedancia.
La analogía de movimiento se caracteriza por su admitancia, de la misma manera que la analogía de impedancia se caracteriza por la impedancia. La admitancia es el inverso algebraico de la impedancia. En el dominio mecánico, la admitancia mecánica se suele denominar "movilidad".

#### Analogía de movimiento de la mecánica traslacional
| Tipo                      | Tipo                  | Variables mecánicas | Variables eléctricas análogas |
| ------------------------- | --------------------- | ------------------- | ----------------------------- |
| Par conjugado de potencia | Esfuerzo variable     | Fuerza              | Corriente                     |
| Par conjugado de potencia | Flow variable         | Velocidad           | Voltaje                       |
| Variables hamiltonianas   | Esfuerzo hamiltoniano | Momento             | Carga                         |
| Variables hamiltonianas   | Flujo hamiltoniano    | Desplazamiento      | Enlace de flujo               |

| Propiedad mecánica     | Propiedad eléctrica análoga |
| ---------------------- | --------------------------- |
| Capacidad de respuesta | Resistencia                 |
| Masa                   | Capacitancia                |
| Conformación           | Inductancia                 |
| Movilidad              | Impedancia eléctrica        |

#### Analogía de movimiento de la mecánica rotacional
| Tipo                      | Tipo                  | Variables mecánicas | Variables eléctricas análogas |
| ------------------------- | --------------------- | ------------------- | ----------------------------- |
| Par conjugado de potencia | Esfuerzo variable     | Torsión             | Corriente                     |
| Par conjugado de potencia | Flujo variable        | Velocidad angular   | Voltaje                       |
| Variables hamiltonianas   | Esfuerzo hamiltoniano | Momento angular     | Carga                         |
| Variables hamiltonianas   | Flujo hamiltoniano    | Ángulo              | Enlace de flujo               |

| Propiedad mecánica      | Propiedad eléctrica análoga |
| ----------------------- | --------------------------- |
| Resistencia rotational  | Resistencia                 |
| Momento de inercia      | Capacitancia                |
| Conformación rotacional | Inductancia                 |
| Movilidad rotacional    | Impedancia eléctrica        |

#### Analogía de movimiento de la acústica
| Tipo                      | Tipo                  | Variables acústicas | Variables eléctricas análogas |
| ------------------------- | --------------------- | ------------------- | ----------------------------- |
| Par conjugado de potencia | Esfuerzo variable     | Presión             | Corriente                     |
| Par conjugado de potencia | Flow variable         | Caudal              | Voltaje                       |
| Variables hamiltonianas   | Esfuerzo hamiltoniano | Presión-momento     | Carga                         |
| Variables hamiltonianas   | Flujo hamiltoniano    | Volumen             | Enlace de flujo               |

| Propiedad acústica    | Propiedad eléctrica análoga |
| --------------------- | --------------------------- |
| Conductancia acústica | Resistencia                 |
| Masa acústica         | Capacitancia                |
| Conformación acústica | Inductancia                 |
| Admitancia acústica   | Impedancia eléctrica        |

### Analogía transversal y longitudinal
Las analogías transversal y longitudinal, también llamadas "analogías de Trent", clasifican las dos variables que forman el par conjugado de potencia como una variable "transversal" y una variable "longitudinal". La variable transversal aparece en los dos terminales de un elemento, y se mide entre ellos. La variable longitudinal circula a lo largo de un elemento o actúa en toda su longitud, es decir, tiene el mismo valor en ambos terminales del elemento, y no es una medida relativa. Por lo tanto, en el dominio eléctrico, la variable transversal es el voltaje y la variable longitudinal es la corriente. En el dominio mecánico, las variables análogas son la velocidad y la fuerza, como en la analogía del movimiento.

#### Analogía transversal y longitudinal de la mecánica traslacional
| Tipo                      | Tipo                      | Variables mecánicas | Variables eléctricas análogas |
| ------------------------- | ------------------------- | ------------------- | ----------------------------- |
| Par conjugado de potencia | Variable transversal      | Velocidad           | Voltaje                       |
| Par conjugado de potencia | Variable longitudinal     | Fuerza              | Corriente                     |
| Variables hamiltonianas   | Transversal hamiltoniano  | Desplazamiento      | Enlace de flujo               |
| Variables hamiltonianas   | Longitudinal hamiltoniano | Momento             | Carga                         |

#### Analogía transversal y longitudinal de la mecánica rotacional
| Tipo                      | Tipo                      | Variables mecánicas | Variables eléctricas análogas |
| ------------------------- | ------------------------- | ------------------- | ----------------------------- |
| Par conjugado de potencia | Variable transversal      | Velocidad angular   | Voltaje                       |
| Par conjugado de potencia | Variable longitudinal     | Torsión             | Corriente                     |
| Variables hamiltonianas   | Transversal hamiltoniano  | Ángulo              | Enlace de flujo               |
| Variables hamiltonianas   | Longitudinal hamiltoniano | Momento angular     | Carga                         |

#### Analogía transversal y longitudinal de la acústica
| Tipo                      | Tipo                      | Variable acústica  | Variables eléctricas análogas |
| ------------------------- | ------------------------- | ------------------ | ----------------------------- |
| Par conjugado de potencia | Variable transversal      | Presión            | Voltaje                       |
| Par conjugado de potencia | Variable longitudinal     | Caudal             | Corriente                     |
| Variables hamiltonianas   | Transversal hamiltoniano  | Momento de presión | Enlace de flujo               |
| Variables hamiltonianas   | Longitudinal hamiltoniano | Volumen            | Carga                         |

La presión es una variable transversal porque se mide en relación con los dos terminales de un elemento, no como una presión absoluta. Por lo tanto, no es análoga a la fuerza, que es una variable de paso, aunque la presión está en unidades de fuerza por área. Las fuerzas actúan a través de un elemento; una barra con una fuerza aplicada en la parte superior transmitirá la misma fuerza a un elemento conectado a su parte inferior. Por lo tanto, en la analogía transversal y longitudinal, el dominio mecánico es análogo al dominio eléctrico como en la analogía de movimiento, pero el dominio acústico es análogo al dominio eléctrico según el caso de la analogía de la impedancia.

### Otros dominios energéticos
La analogía eléctrica se puede extender a muchos otros dominios de energía. En el campo de los sensores y actuadores, y para los sistemas de control que los utilizan, es un método común de análisis para desarrollar una analogía eléctrica de todo el sistema. Dado que los sensores pueden detectar una variable en cualquier dominio de energía, y también las respuestas del sistema pueden estar en cualquier dominio de energía, se requieren analogías para todos los dominios de energía. La siguiente tabla proporciona un resumen de las variables de pares conjugados de potencia más comunes utilizados para formar analogías.
| Dominio energético | Esfuerzo variable          | Variable de flujo                 |
| ------------------ | -------------------------- | --------------------------------- |
| Eléctrico          | Voltaje                    | Corriente                         |
| Mecánico           | Fuerza                     | Velocidad                         |
| Fluidos            | Presión                    | Caudal                            |
| Térmico            | Diferencia de temperatura  | Tasa de flujo de entropía         |
| Magnético          | Fuerza magnetomotriz (mmf) | Tasa de cambio de flujo magnético |
| Químico            | Potencial químico          | Tasa de flujo molar               |

Quizás es más común en el dominio térmico elegir la temperatura y la potencia térmica como variables fundamentales porque, a diferencia de la entropía, pueden medirse directamente. El concepto de resistencia térmica se basa en esta analogía. Sin embargo, estas no son variables conjugadas de potencia y no son totalmente compatibles con las otras variables en la tabla. Una analogía eléctrica integrada en múltiples dominios que incluya esta analogía térmica no modelará correctamente los flujos de energía.
De manera similar, la analogía que utiliza la fuerza magnetomotriz y el flujo magnético como variables fundamentales, que da origen al concepto de reluctancia magnética, no modela correctamente el flujo de energía. El par de variables formado por la fuerza magnetomotriz y el flujo magnético no es un par conjugado de potencia. Este modelo de reluctancia a veces se denomina modelo de reluctancia, ya que hace que estas dos cantidades sean análogas. La analogía que se muestra en la tabla, que usa un par conjugado de potencia, a veces se llama modelo "girador-capacitor".

## Transductores
Un transductor es un dispositivo que toma energía de un dominio como entrada y la convierte en otro dominio de energía como salida. A menudo son reversibles, pero rara vez se usan de esa manera. Los transductores tienen muchos usos y los hay de muchos tipos. En sistemas electromecánicos se pueden usar como actuadores y sensores. En electrónica de audio proporcionan la conversión entre los dominios eléctricos y acústicos. El transductor proporciona el enlace entre los dominios mecánico y eléctrico y, por lo tanto, se requiere una representación de red para desarrollar una analogía eléctrica unificada. Para hacer esto, el concepto de puerto del dominio eléctrico se extiende a otros dominios.
Los transductores tienen al menos dos puertos un puerto en el dominio mecánico y otro en el dominio eléctrico, y son análogos a los cuadripolos eléctricos. Esto debe compararse con los elementos analizados hasta ahora, que son todos de un solo puerto. Las redes de dos puertos se pueden representar como una matriz de 2×2, o de manera equivalente, como una red de dos generadores dependientes y dos impedancias o admitancias. Hay seis formas canónicas para estas representaciones: parámetros de impedancia, parámetros de cadena, parámetros híbridos y sus inversos. Cualquiera de ellos puede ser utilizado. Sin embargo, la representación de un transductor pasivo que trabaja con variables análogas (por ejemplo, una variable de fuerza a otra variable de fuerza en la analogía de impedancia) puede simplificarse reemplazando los generadores dependientes con un transformador.
Por otro lado, un transductor que convierte variables conjugadas de potencia no análogas no puede ser representado por un transformador. El elemento de dos puertos en el dominio eléctrico que hace esto se llama girador. Este dispositivo convierte las tensiones en corrientes y las corrientes en tensiones. Por analogía, un transductor que convierte variables no análogas entre dominios de energía también se denomina girador. Por ejemplo, los transductores electromagnéticos convierten la corriente en fuerza y la velocidad en voltaje. En la analogía de impedancia, tal transductor es un girador. El hecho de que un transductor sea un girador o un transformador está relacionado con la analogía elegida; el mismo transductor electromagnético en la analogía de movimiento es un transformador porque está convirtiendo variables análogas.

## Historia
James Clerk Maxwell desarrolló analogías mecánicas muy detalladas de fenómenos eléctricos. Fue el primero en asociar la fuerza con el voltaje (1873) y, por consiguiente, generalmente se le atribuye el fundamento de la analogía de impedancia. Esta fue la primera analogía electromecánica. Sin embargo, el término "impedancia" no fue acuñado hasta 1886, mucho después de la muerte de Maxwell, en los trabajos de Oliver Heaviside. La idea de impedancia fue introducida por Arthur Edwin Kennelly en 1893, y el concepto de impedancia no se extendió al dominio mecánico hasta 1920, gracias a Kennelly y Arthur Gordon Webster.
El propósito de Maxwell al construir esta analogía no era representar sistemas mecánicos en términos de redes eléctricas. Más bien, fue para explicar los fenómenos eléctricos en términos mecánicos más familiares. A medida que los fenómenos eléctricos se entendieron mejor, el uso de analogías eléctricas para explicar los sistemas mecánicos comenzó a ser más común. De hecho, la topología del análisis eléctrico de elementos agrupados tiene mucho que ofrecer en la resolución de problemas en el dominio mecánico y en otros dominios energéticos. En 1900, la analogía eléctrica del dominio mecánico se estaba convirtiendo en algo común. Desde alrededor de 1920, pasó a ser en una herramienta de análisis estándar. Vannevar Bush fue un pionero de este tipo de modelos en su desarrollo de la computadora analógica, y una presentación coherente de este método fue presentada en un artículo de 1925 por Clifford A. Nickle.
La aplicación del análisis de circuitos, especialmente en el campo recientemente desarrollado de la teoría de filtros, a sistemas mecánicos y acústicos llevó a enormes mejoras en el rendimiento. De acuerdo con Warren P. Mason, la eficiencia de las sirenas eléctricas de los barcos para a visar de su presencia en condiciones de niebla, aumentó de menos del uno por ciento al 50 por ciento. El ancho de banda de los fonógrafo mecánicos creció de tres a cinco octavas cuando las partes mecánicas de la transmisión de sonido se diseñaron como si fueran los elementos de un filtro eléctrico. Sorprendentemente, la eficacia energética se mejoró al mismo tiempo (la situación habitual con los sistemas amplificadores es que la ganancia puede cambiarse por ancho de banda, de manera que el producto ganancia por ancho de banda permanezca constante).
En 1933, Floyd A. Firestone propuso una nueva analogía, la analogía de movimiento, en la que la fuerza es análoga a la corriente en lugar de a la tensión. Firestone introdujo el concepto de variables transversales en este documento y presentó una estructura para extender la analogía a otros dominios de energía. Una variación de la analogía de la corriente de fuerza fue propuesta por Horace M. Trent en 1955 y es esta versión la que generalmente se entiende por analogía transversal y longitudinal. Trent utilizó un método gráfico lineal para representar redes, lo que ha dado como resultado que la analogía entre corriente y fuerza esté asociada históricamente con las gráficas lineales. La analogía entre fuerza y voltaje, introducida en 1960 por Henry M. Paynter, se usa históricamente con representaciones de gráficos de enlace. Sin embargo, es posible usar cualquiera de las dos analogías si se desea.